# Budesonid/formoterol
Budesonid/formoterol är ett receptbelagt inhalationspulver som innehåller inhalationssteroiden budesonid och beta-2-stimuleraren formoterol. Det är ett långtidsverkande läkemedel som med hjälp av budesonid minskar svullnad och inflammation i lungorna, samtidigt som formoterol verkar avslappnande på musklerna i luftvägarna. Läkemedlet är till för att behandla astma och kroniskt obstruktiv lungsjukdom (KOL). Astra Zeneca var först att marknadsföra läkemedlet, under varunamnet Symbicort.

## Biverkningar
Till vanliga biverkningar hör irritation i halsen, heshet, hjärtklappning, huvudvärk och svampinfektion i munhålan. Risken för svampinfektion kan minskas genom att munnen sköljs efter inhalering, eftersom den beror på upplagring i munhålan.

## Nedbrytning i kroppen
Både formoterol och budesonid bryts ner i levern. Nedbrytningen av Budesonid sker med hjälp av enzymet CYP3A4. Grapefrukt, som innehåller bergamottin, har en hämmande effekt på enzymet vilket gör att budesoniden inte bryt ner lika snabbt.